# Pavana (Sambuca Pistoiese)
Pàvana (Pavna in dialetto bolognese montano alto, Pèvna in dialetto bolognese) è una frazione del comune italiano di Sambuca Pistoiese, nella provincia di Pistoia, in Toscana.

## Geografia fisica
La frazione è situata a 491 m s.l.m. ed è costituita da varie piccole località dislocate su un territorio attraversato dalla strada statale 64 Porrettana e il torrente Limentra Occidentale, che nelle vicinanze è sbarrato da una diga formando il cosiddetto bacino di Pavana. È il centro più popoloso del comune di Sambuca. Una strada che ha inizio dalla piazza centrale di Pavana conduce, superato Pian di Campo, alle località Casa Bettini, Pratopiano e Le Casette, poste intorno ad una quota di circa 850 metri.

## Monumenti e luoghi d'interesse
- Chiesa di Santa Maria e San Frediano
- Antico tratto della via Francesca della Sambuca: dal centro del paese è possibile immettersi direttamente nell'antico tratto, variante e scorciatoia dell'itinerario principale della via Francigena, percorrendo la parte organizzata ed attrezzata come percorso didattico e raggiungere attraverso di essa l'antico borgo medioevale della Sambuca

## Cultura
(Francesco Guccini, Amerigo, 1978)
La località è nota per essere legata al cantautore Francesco Guccini, che vi crebbe da bambino ed è poi tornato a vivervi. 
Le canzoni di Guccini in cui Pàvana è citata o in cui è l'ambientazione, sono La ballata degli annegati, Il frate, Radici, Amerigo, Black-out, Canzone di notte n.4, Van Loon e Natale a Pavana. 
Pavana è protagonista anche di due romanzi di Guccini, Cròniche Epafániche (1989) e Tralummescuro (2019).

### Lingua
A Pavana si parla il dialetto bolognese montano alto, con marcati influssi toscani soprattutto nel lessico.
Francesco Guccini ne ha raccolto le parole in un vocabolario del dialetto locale.

## Geografia antropica
Il territorio della frazione di Pavana comprende varie località:
- Ca' di Colò
- Ca' di Gori
- Valdibura, situata lungo la statale 64 Porrettana in direzione Bologna
- Serravidoli
- Fondamento
- La Dogana, situata lungo la strada Porrettana, prende il nome dall'antica dogana qui situata